# Zagórnoie
Zagórnoie (en rus: Загорное) és un poble del krai de Primórie, a l'Extrem Orient de Rússia, que en el cens del 2010 tenia 98 habitants.